# Rafael Viñoly

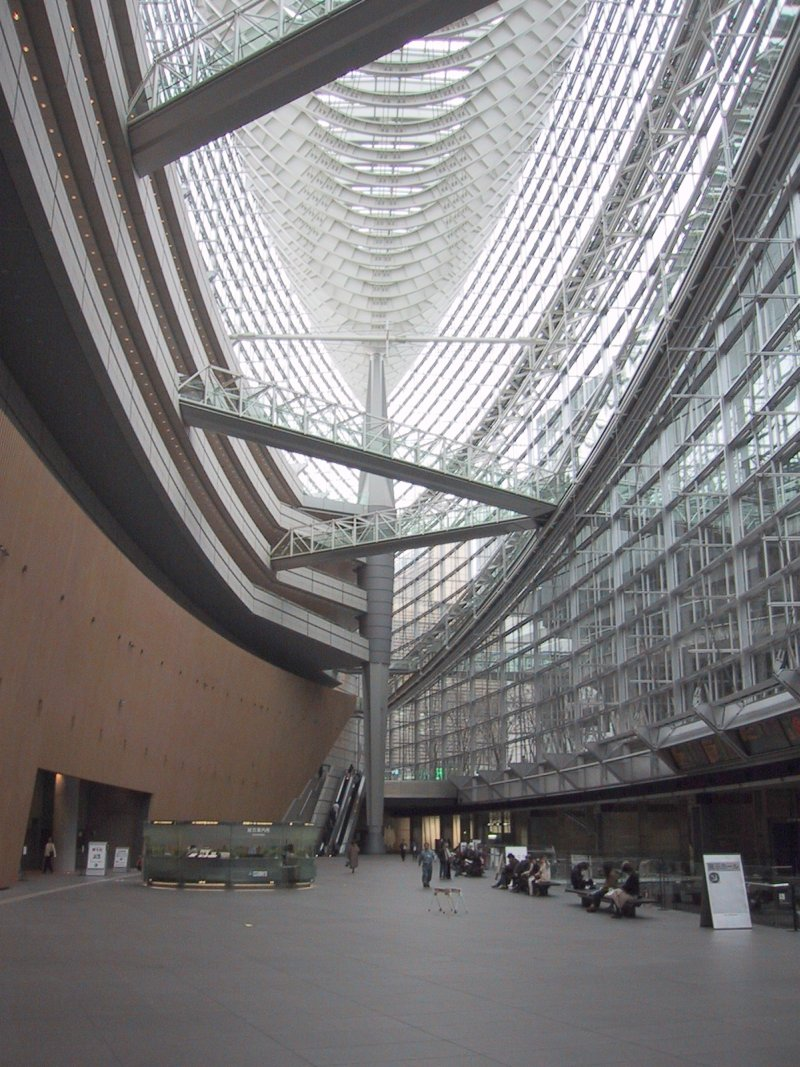
Tokyo International Forum

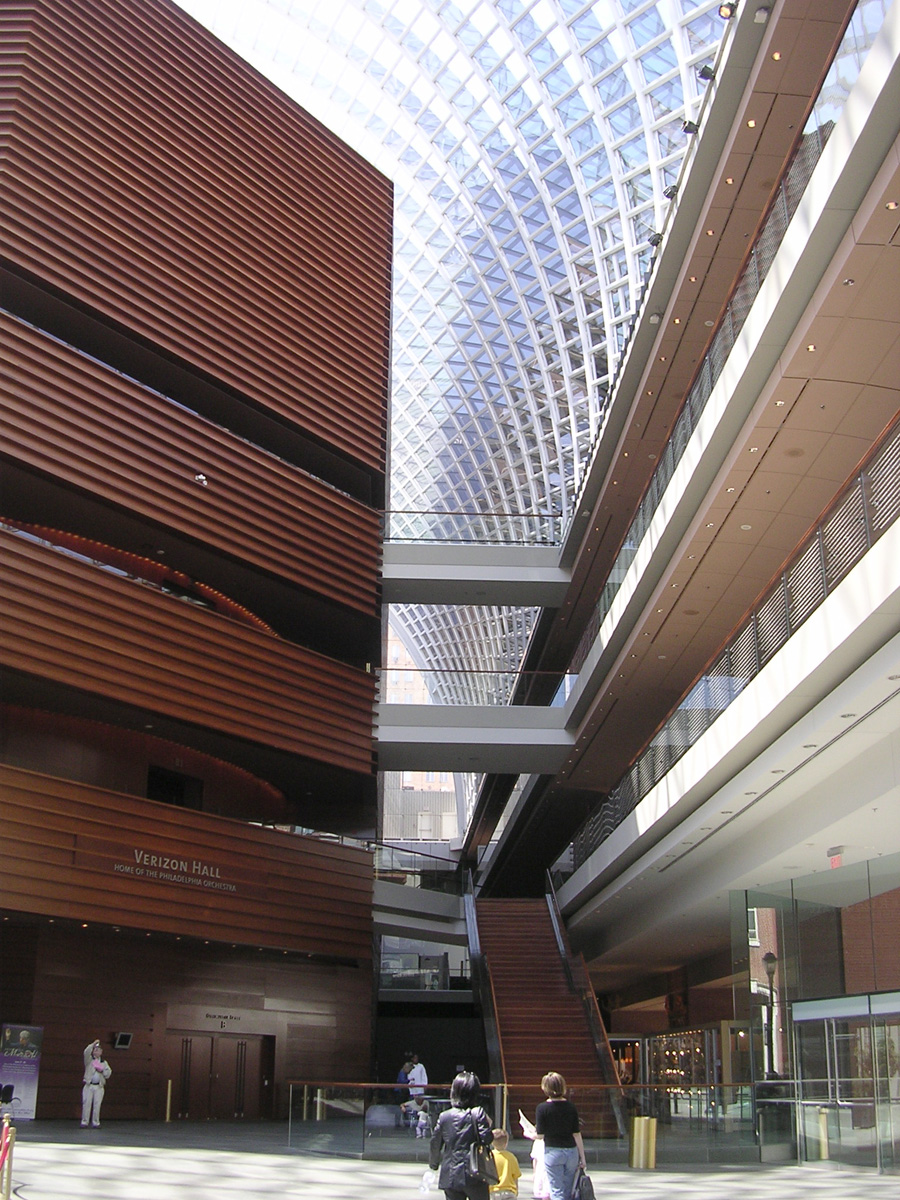
Bên trong sảnh của Nhà hát Kimmel

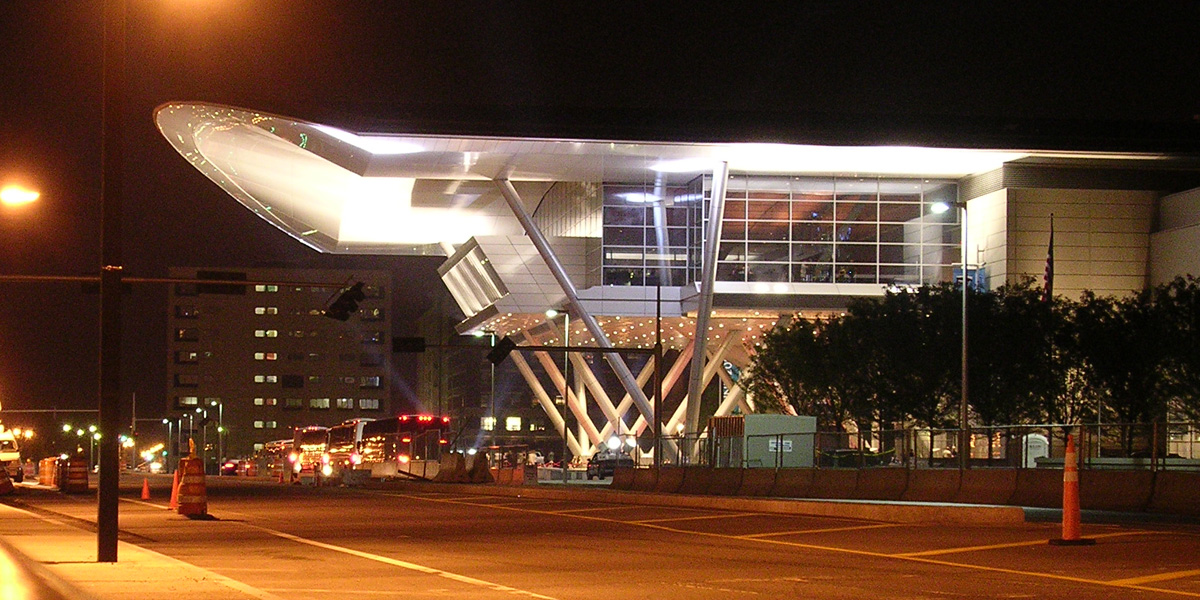
Trung tâm hội nghị Boston

Rafael Viñoly (1 tháng 6 năm 1944 – 2 tháng 3 năm 2023) là một kiến trúc sư nổi tiếng thế giới người Uruguay. Ông sinh ra tại Montevideo, Uruguay; bố ông, Román Viñoly Barreto, một đạo diễn điện ảnh và mẹ ông, bà Maria Beceiro, là một giáo viên toán.
Năm 1964, ông cùng sáu người bạn người bạn thành lập xưởng thiết kế Estudio de Arquitectura, sau này trở thành hãng kiến trúc lớn nhất Nam Mỹ. Năm 1968, Viñoly tốt nghiệp khoa Kiến trúc và Đô thị thuộc Đại học Buenos Aires (tiếng Bồ Đào Nha: Universidad de Buenos Aires) tại Argentina. Năm 1978, Viñoly cùng gia đình di cư sang Mỹ và sống tại Thành phố New York. Ông bắt đầu làm giảng viên thỉnh giảng của trường Thiết kế thuộc Đại học Harvard từ năm 1979.
Ông lập ra hãng kiến trúc Rafael Viñoly Architects năm 1982. Công trình đầu tiên của ông ở New York là Trường John Jay về Công lý Tội phạm (John Jay College of Criminal Justice), hoàn thành năm 1988. Năm 1989, Viñoly thắng trong cuộc thi quốc tế về Forum Quốc tế Tokyo (tiếng Nhật: 東京国際フォーラム) ở Nhật Bản. Hoàn thành năm 1996, công trình này được coi là trung tâm văn hóa phức tạp và lớn nhất của Nhật Bản. Từ sau công trình này, Viñoly được xem như một trong các kiến trúc sư thiết kế công trình văn hóa hàng đầu thế giới. Năm 2001, công trình Trung tâm Nghệ thuật Trình diễn Kimmel (Kimmel Center for the Performing Arts) ở Philadelphia cũng gây được tiếng vang lớn. Ông là một trong số các kiến trúc sư lọt vào vòng chung kết cuộc thi tái thiết cho Trung tâm Thương mại Thế giới. Người chiến thắng của cuộc thi này là kiến trúc sư Daniel Libeskind.
Triết lý kiến trúc của Viñoly luôn dựa trên yếu tố tổng hợp. Theo ông, công trình kiến trúc không bao giờ là thành quả của một cá nhân. Đó là sự chia sẻ của một cộng đồng hướng đến việc thỏa mãn cao nhất mục đích của khách hàng.
Hiện nay, Rafael Viñoly là thành viên của Hiệp hội kiến trúc sư Mỹ AIA, thành viên quốc tế của Hiệp hội kiến trúc sư Hoàng gia Anh RIBA, Hiệp hội kiến trúc sư Nhật Bản và một số tổ chức khác.
Ông qua đời tại TP. New York vào ngày 2 tháng 3 năm 2023, hưởng thọ 78 tuổi.

## Một số công trình nổi tiếng
- Trung tâm Nghệ thuật Trình diễn Kimmel, Philadelphia, Pennsylvania, 2001
- Học viện Van Andel, Grand Rapids, Michigan, 2002
- Học viện nghiên cứu Watson, Đại học Brown, Providence, Rhode Island, 2002
- Trung tâm Thông tin Khoa học và Kỹ thuật, Đại học Pennsylvania, Pennsylvania, 2003
- Trung tâm hội nghị David L. Lawrence, Pittsburgh, Pennsylvania, 2003
- Đại học Kinh doan Chicago, Trung tâm Hyde Park, Chicago, Illinois, 2004
- Trung tâm Hội thảo Triển lãm, Boston, Massachusetts, 2004
- Khu nhạc Jazz ở trung tâm Lincoln, New York, New York, 2004
- Bảo tàng Nghệ thuật Nasher, Đại học Duke, Durham, Bắc Carolina, 2005